# Insel der Verdammten
Insel der Verdammten (auch Der tanzende Elefant; englischer Originaltitel The Thin Red Line) ist ein Roman des US-amerikanischen Autors James Jones, der die Schlacht um die Salomoneninsel Guadalcanal schildert.
James Jones, der selbst als Soldat in der Schlacht um Guadalcanal gedient hatte, verfasste den Roman 1962. Größere Gemeinsamkeiten weist Insel der Verdammten mit den anderen zwei Kriegsromanen von James Jones auf (Verdammt in alle Ewigkeit, Originaltitel: From Here to Eternity, und Heimkehr der Verdammten, Originaltitel: Whistle) und bildet mit jenen eine Trilogie zum Pazifikkrieg.

## Inhalt
Obwohl das komplette Geschehen des Romans auf Guadalcanal spielt, sind topografische Gegebenheiten sowie Benennung von Hügeln, Hügelketten usw. laut Anmerkungen im Vorwort frei erfunden (beispielsweise „The Dancing Elephant“, „Hill 209“).
Geschildert wird der Krieg aus der Sicht mehrerer Hauptpersonen der C-for-Charlie Kompanie eines US-Infanterie-Bataillons, die im November 1942 ihrem ersten Einsatz auf dem pazifischen Kriegsschauplatz entgegensieht.
Unter ständiger Furcht vor Luftangriffen landen die Männer auf Guadalcanal an und kämpfen zunächst mit langen Gewaltmärschen, Malaria und dem ungewohnten tropischen Klima auf der Insel.
Die ehrgeizigen Pläne der Armeeführung sehen vor, die C-for-Charlie Kompanie als Speerspitze für einen Angriff auf den Hügelkomplex „The Dancing Elephant“ (deutsch „Der tanzende Elefant“) einzusetzen. Nach einem Sturmangriff gelingt es den halb verdursteten GIs unter hohen Verlusten, den ebenfalls stark geschwächten japanischen Verteidigern den Komplex zu entreißen, wobei auch Schilderungen von Kriegsverbrechen auf Seiten der Japaner und Amerikaner breiten Raum im Roman einnehmen.
Weitere Opfer fordern nach diesem Erfolg die Bekämpfung von japanischen Verstärkungen im dichten Dschungel der Insel sowie die Erstürmung eines Dorfes, bevor die nun stark dezimierte Truppe größtenteils von der Insel evakuiert wird.

## Verfilmung
Der Roman wurde zweimal, 1964 sowie 1998 verfilmt. Die erfolgreiche Adaption von 1998 weist eine Reihe von Unterschieden zur Buchvorlage auf (die Namen der Protagonisten, mit Ausnahme des jüdischen Hauptmanns James Stein als Anführer der Kompanie, sind jedoch nahezu unverändert aus dem Buch übernommen).
Werden teilweise Dialoge und Ansprachen fast wortwörtlich im Film wiedergegeben (z. B. die Ansprache von Capt. Bosche zum Ende des Buches), so fehlt im Roman der philosophische Unterton des Filmes. Pvt. Witt, im Buch ein streit- und trunksüchtiger Draufgänger, der als Störenfried in eine unbedeutende militärische Sonderformation abgeschoben wird („Cannon Company“), ist als Protagonist des Films ein eher spiritueller Einzelgänger. Die eigentliche Hauptperson des Romans, Cpl. Fife, ist im Film nur eine Randfigur. Kriegsverbrechen und homosexuelle Aktivitäten einiger Soldaten – im Buch breit geschildert – werden im Film nicht dargestellt.

## Ausgaben

### Englische Ausgaben
- James Jones: The Thin Red Line. Scribner, Charles Scribner’s Sons, New York 1962, ISBN 0-385-32408-1 (gebundene Ausgabe).
- James Jones: The Thin Red Line. Delta Fiction, New York 1998, ISBN 0-385-32408-1 (Taschenbuch).

### Deutsche Ausgaben
- James Jones (Übersetzung von Günther Danehl): Der tanzende Elefant. Fischer, Frankfurt am Main 1963.
- James Jones (Übersetzung von Günther Danehl): Insel der Verdammten. Fischer (Tb.), Frankfurt am Main 1999, ISBN 3-596-14188-5 (Taschenbuch).